# Església de Santa Àgueda de Xèrica
L'Església de Santa Àgueda la Nova de la localitat Xèrica (Alt Palància, País Valencià) es localitza a la Plaça de l'Església costat de la plaça Germà Mariano Rodríguez.
Està catalogada com Bé Immoble de Rellevància Local, segons consta a la Direcció General de Patrimoni Artístic de la Generalitat Valenciana, amb codi identificatiu: 12.07.071-012.

## Història
Segons consta en documentació escrita, en l'any 1385, l'infant Don Martín (que havia rebut el recentment instaurat Comtat de Xèrica de les mans del rei Pere IV d'Aragó- en quedar la casa de Xèrica extinta, al no deixar Juan Alfonso de Xèrica hereus a la seva mort, esdevinguda en 1369- malgrat existir un pacte per a la tornada de la propietat a mans de la Corona, en produir posteriorment l'acordat matrimoni entre Maria de Luna i l'infant Don Martín), va donar el seu palau i l'hort adjunt, per poder disposar de terreny on construir la nova església de Santa Àgueda; el que va provocar la paralització de les obres de la coneguda actualment Ermita de Sant Roc, que en aquella època es coneixia com a Santa Àgueda.
D'aquesta manera, el 22 de novembre de 1395 es contracta l'obra, amb un cost de 10.300 sous, encarregant-se de la mateixa el mestre picapedrer Miguel García; després acte de concert realitzat a Sogorb l'11 de gener d'aquest mateix any.
El culte a la nova església s'inicia a partir del 22 de febrer de 1396.
Es disposa de diferent documentació escrita que testifica tots aquests fets, com poden ser cartes de pagament (àpoques) entre Miguel García, el mestre picapedrer i Pascual Ordán, jurat de Xèrica, datades l'11 d'octubre de 1397, per 2.200 sous dels 10.300 que hi havia de cobrar era per a la construcció de la nova església. També hi ha documents notarials de Lope López Moltalvan, notari donen 1401, entre d'altres.
D'aquesta manera es va iniciar una església que tindria estil gòtic, però que entrat el segle xvii, va patir una remodelació en estil barroc (que Sòria data en 1659), a la que va haver de dur-se a terme la portada barroca, considerada pels experts com un monumental exemple de porta tipus retaule, modelo de puerta de acceso, que por otra parte, está muy extendido por esta zona.
La Capella de la Comunió es va construir al segle xviii, seguint les pautes de la arquitecturaneoclàssica.
Durant el  conflicte bèl·lic del 36 l'església va sofrir grans danys, pel que van ser necessaris treballs de reconstrucció, en un primer moment consistents en actuar sobre estructura i fonaments, per passar posteriorment a construir una estructura voltada per poder fer front als problemes arquitectònics que ocasionava un corriment de terres d'un costat de l'església. Per acabar es va procedir a la restauració completa de l'interior (paviment, arrebossats, arrebossats, i instal·lacions ...) i de la façana. En aquesta remodelació es van incorporar també elements de nova execució com ara el púlpit, el cadirat o la calajera de la sagristia, que havien quedat totalment destruïts.
Aquests treballs van ser duts a terme per de la Direcció general de Regions Devastades, que a Xèrica construir també la Casa Rectoral, de nova planta, adossada al temple parroquial.

## Descripció
Es tracta d'una església de dues naus: central i lateral, que se situa al costat de l'epístola. Té sis  trams o crugies i capelles laterals comunicades interiorment entre si, que presenten major profundes al costat de l'evangeli.

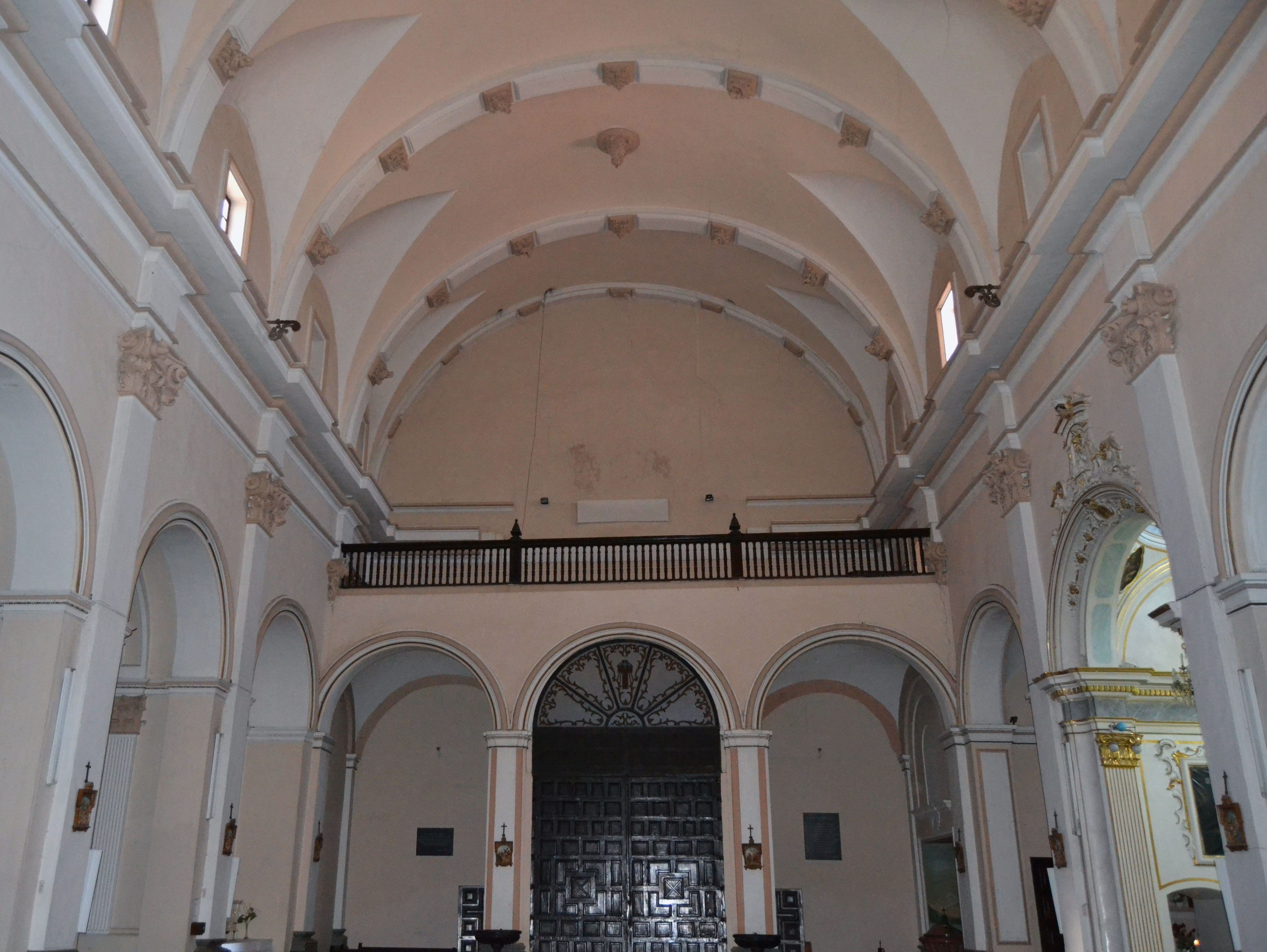
Vista cap als peus amb el cor

L'accés a l'espai interior, es realitza en el primer tram de la nau principal, en què hi ha cor elevat, suportat mitjançant pòrtic.
La nau central presenta volta de canó interrompuda per  llunetes i per una estructura abovedada que es va construir durant la restauració de l'edifici l'any 1942, que s'anomena cincho. Per la seva banda, la nau lateral, presenta cúpules en cada tram, recolzades sobre pilars dels quals són també el suport models arcs de mig punt.
A la banda de l'epístola se situen el sagrari, que presenta una doble via d'accés, per l'absis i per la nau lateral. També se situa en aquest costat la capella de la comunió, que recau a la façana principal i que disposa d'un altre accés des de la nau lateral.
Com ja es va comentar en la secció d'història, la majoria dels acabats corresponen a la restauració realitzada després de la guerra civil. Per això, si queden poques restes de la remodelació del temple en el segle xvii, no queda res de la seva construcció gòtica originària.
La façana principal, se situa als peus de l'església i presenta com a decoració exclusiva la ja esmentada monumental porta en forma de retaule, obra del segle xviii.

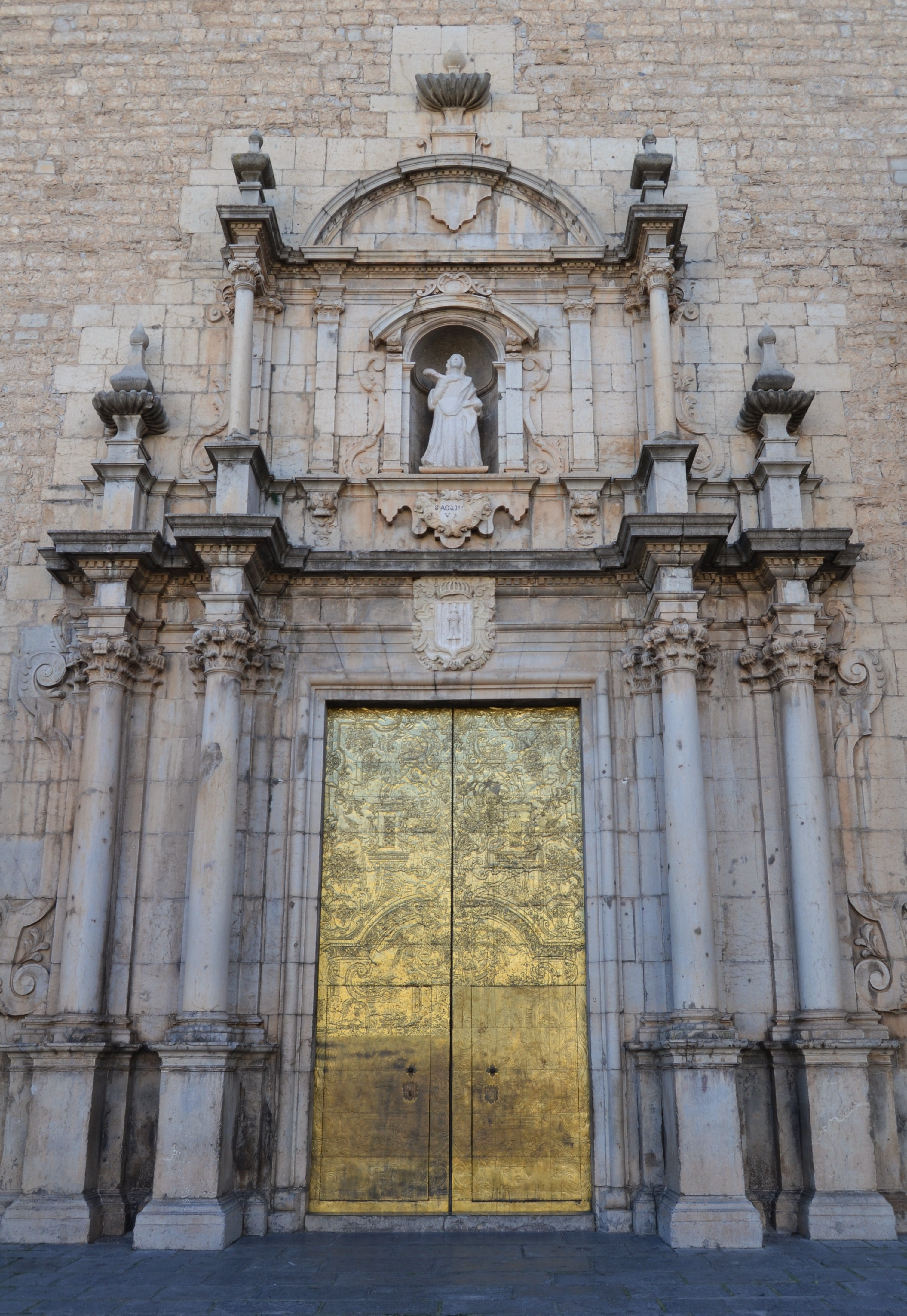
Façana principal
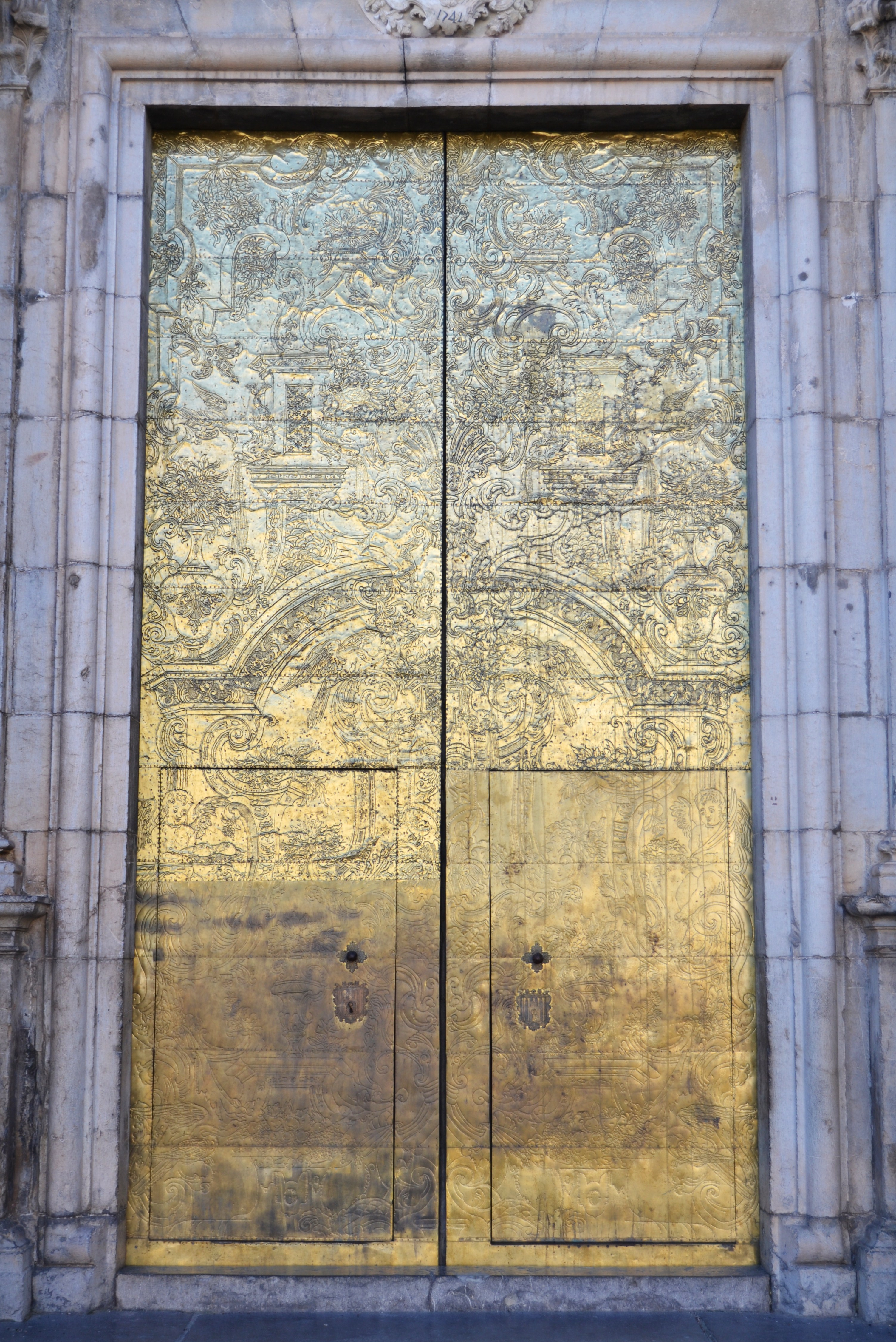
Detall porta accés
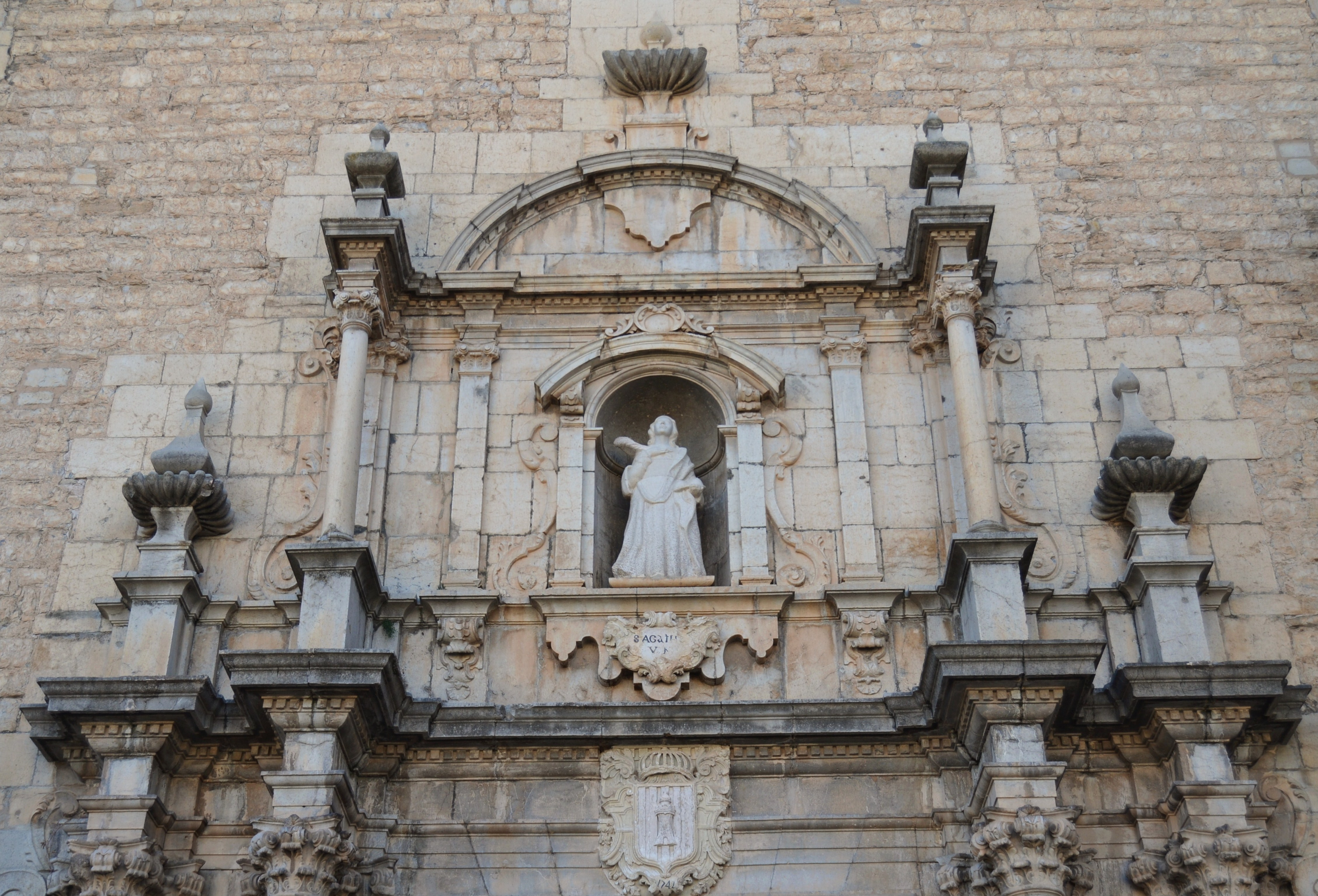
Detall de la portada en retaule
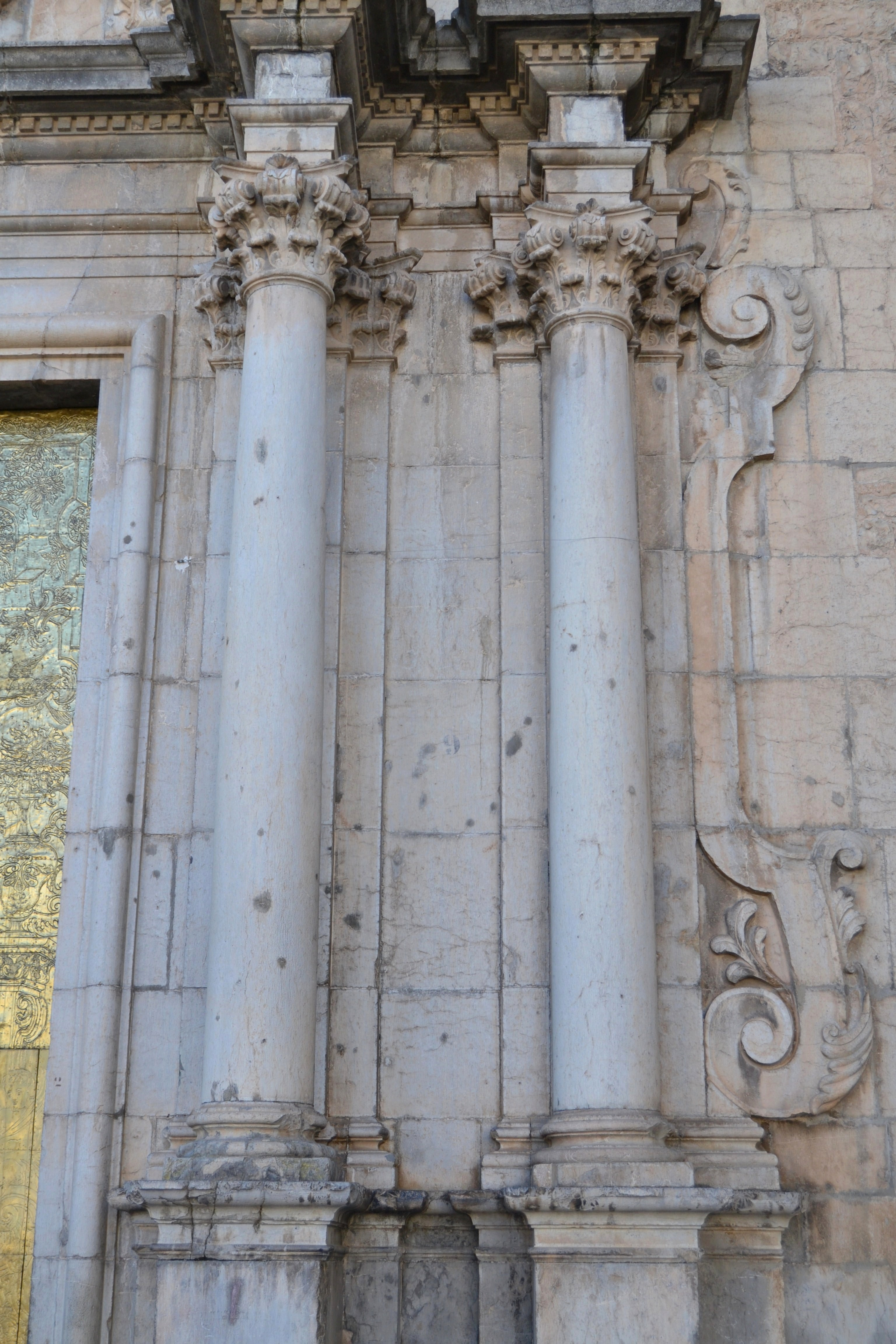
Detall pilatres porta principal
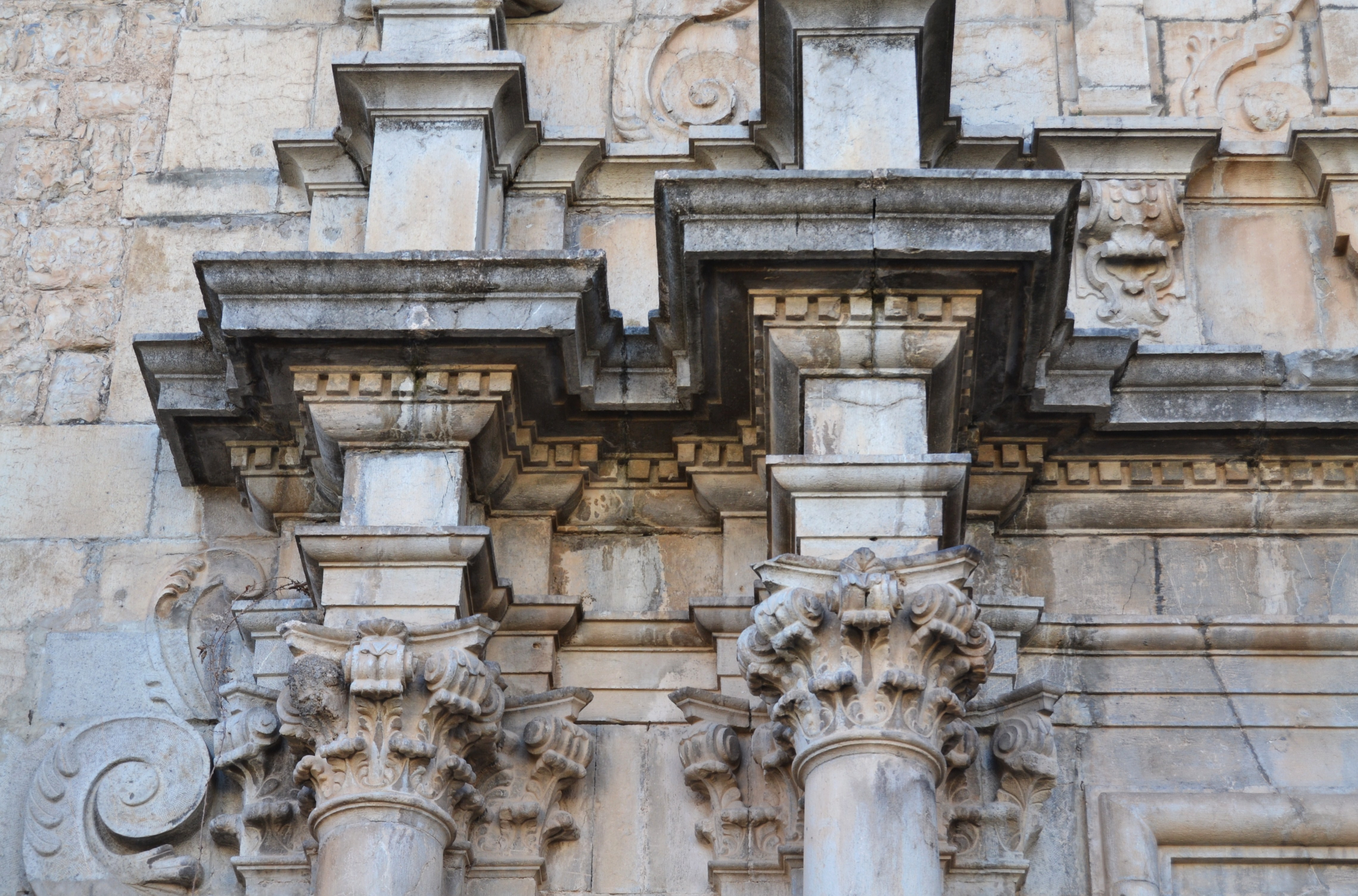
Detalls capiteles i entaulament

En el cos inferior, hi ha una porta d'arc de llinda, flanquejada per doble columna. En el seu eix presenta un escut amb data, que podria ser 1749. També presenta una fornícula amb la imatge de Santa Àgueda, obra de l'escultor valencià Jose Pedro Cubells Villena. Tot això es remata treu un petit campanar. Destaca a la façana principal el sortint causa de l'existència de la capella de la comunió, construïda posteriorment al disseny de la planta de l'església.

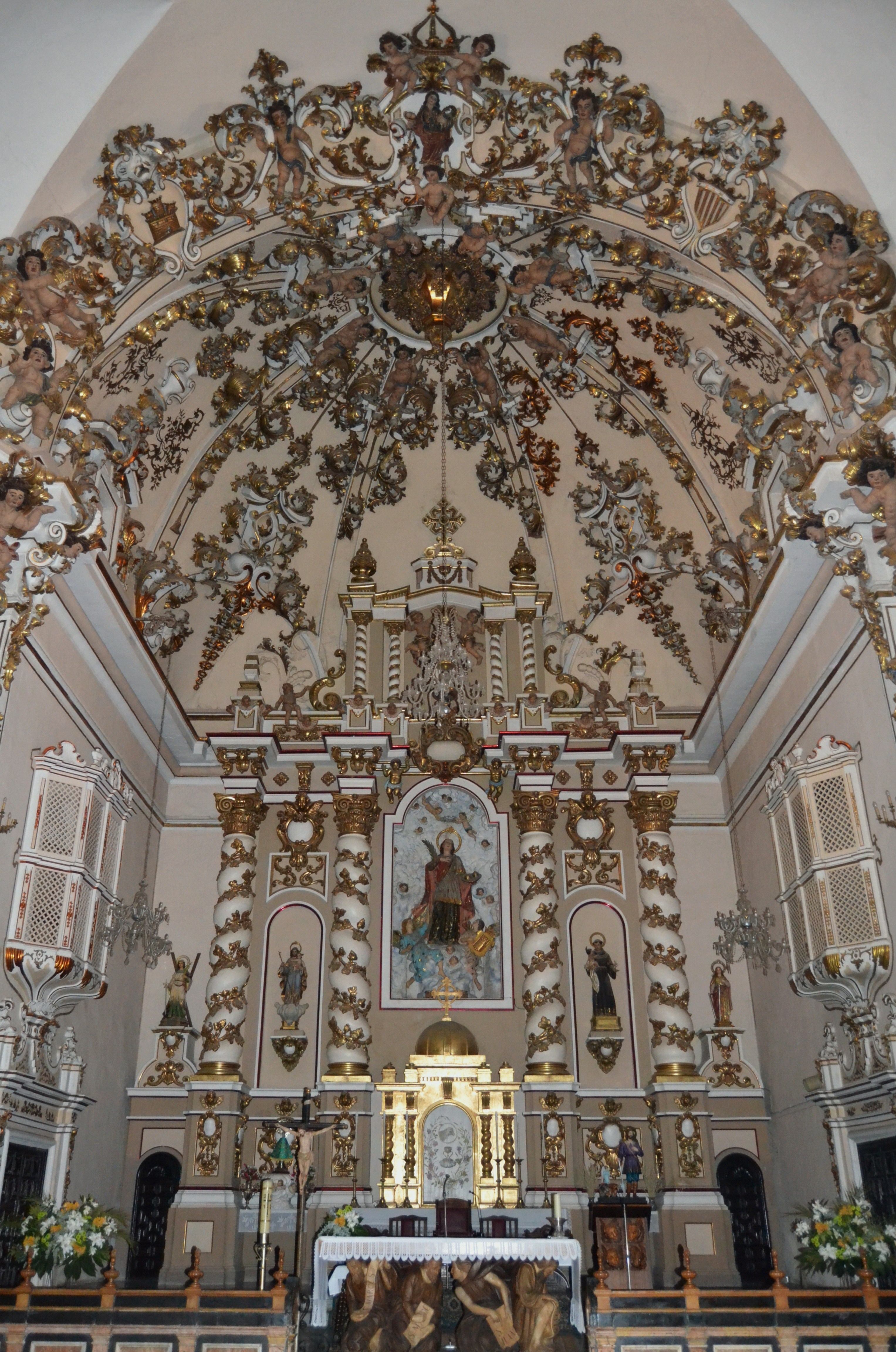
altar major
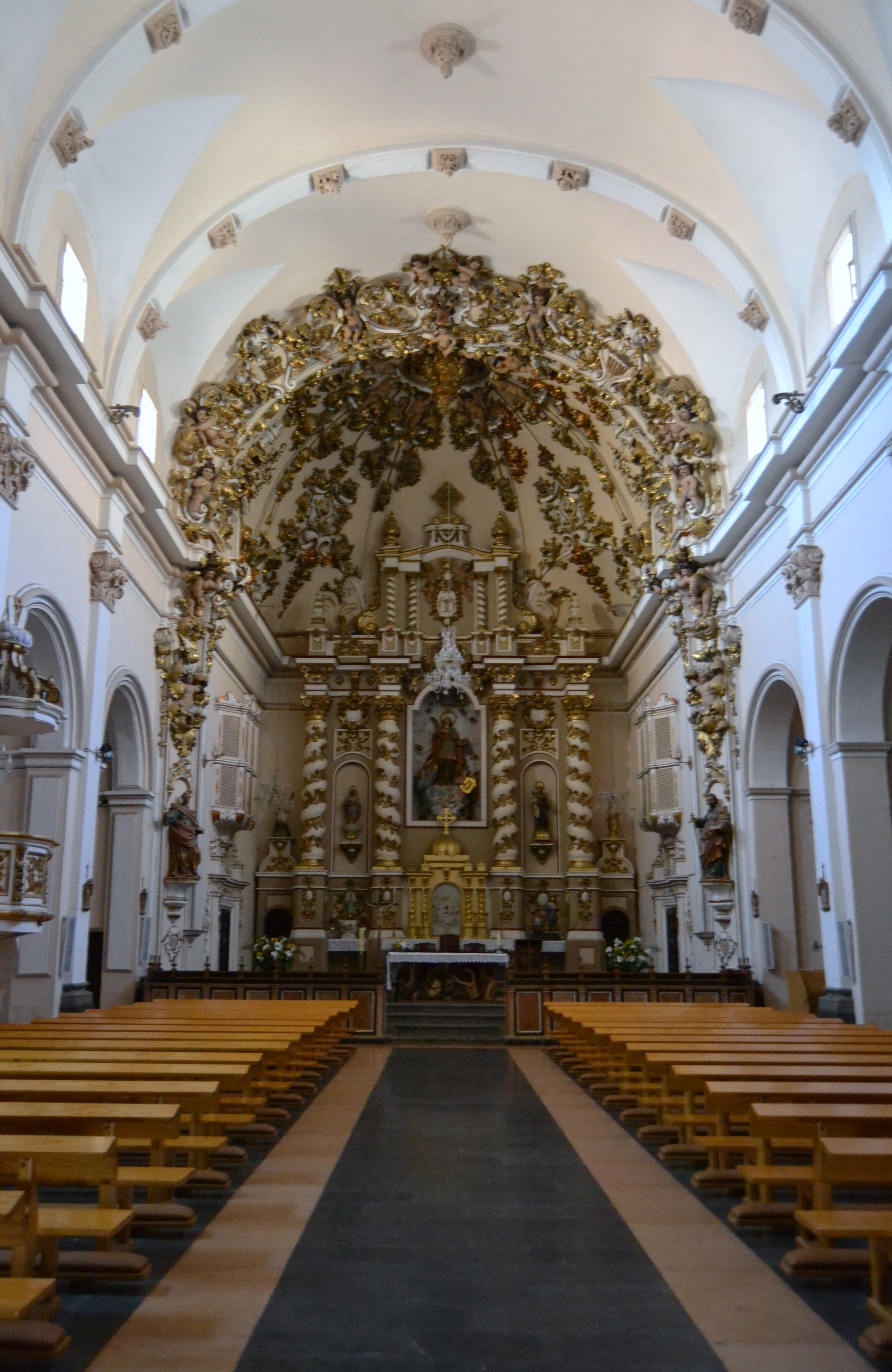
Interior de l'església
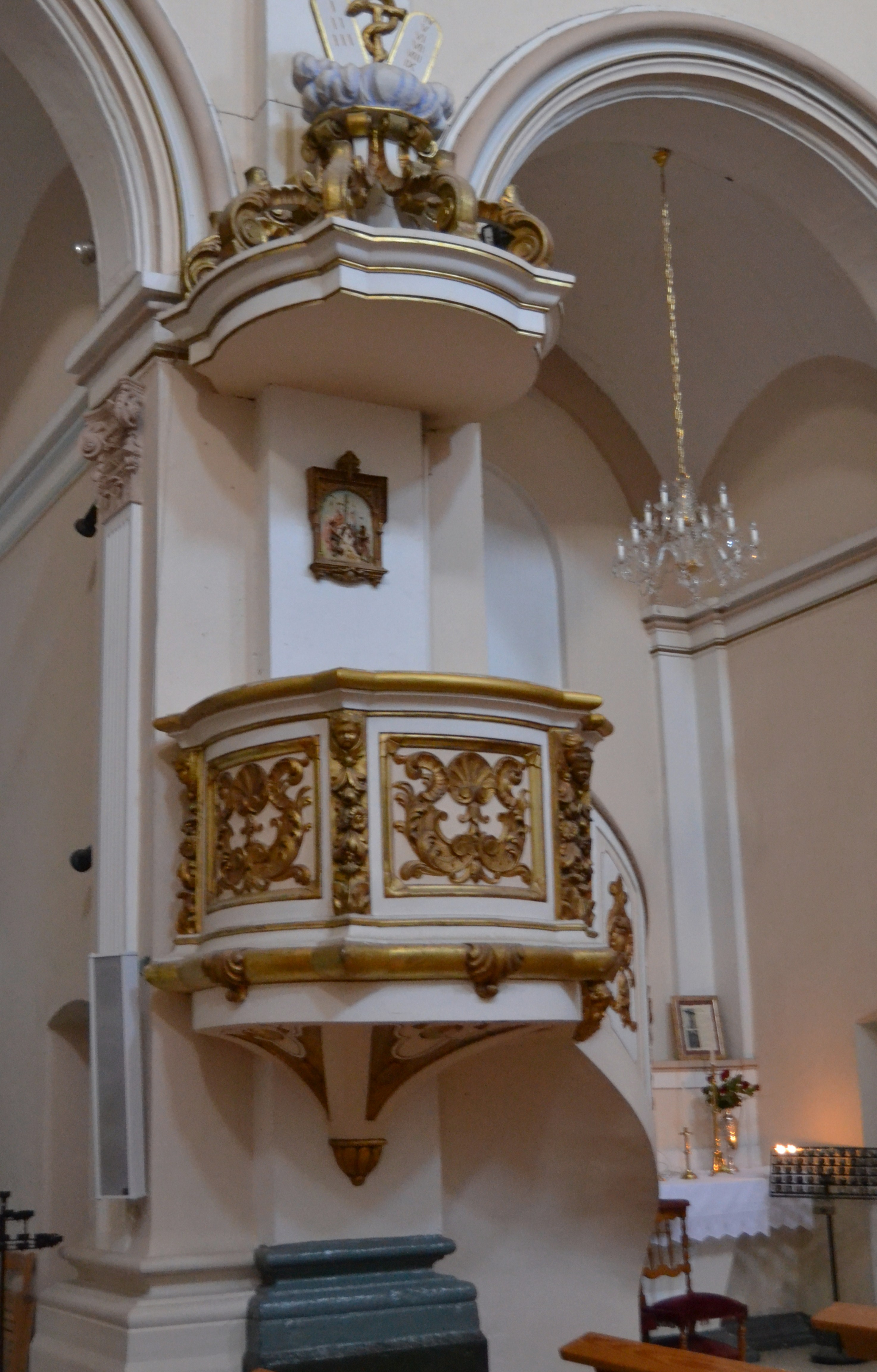
Púlpit
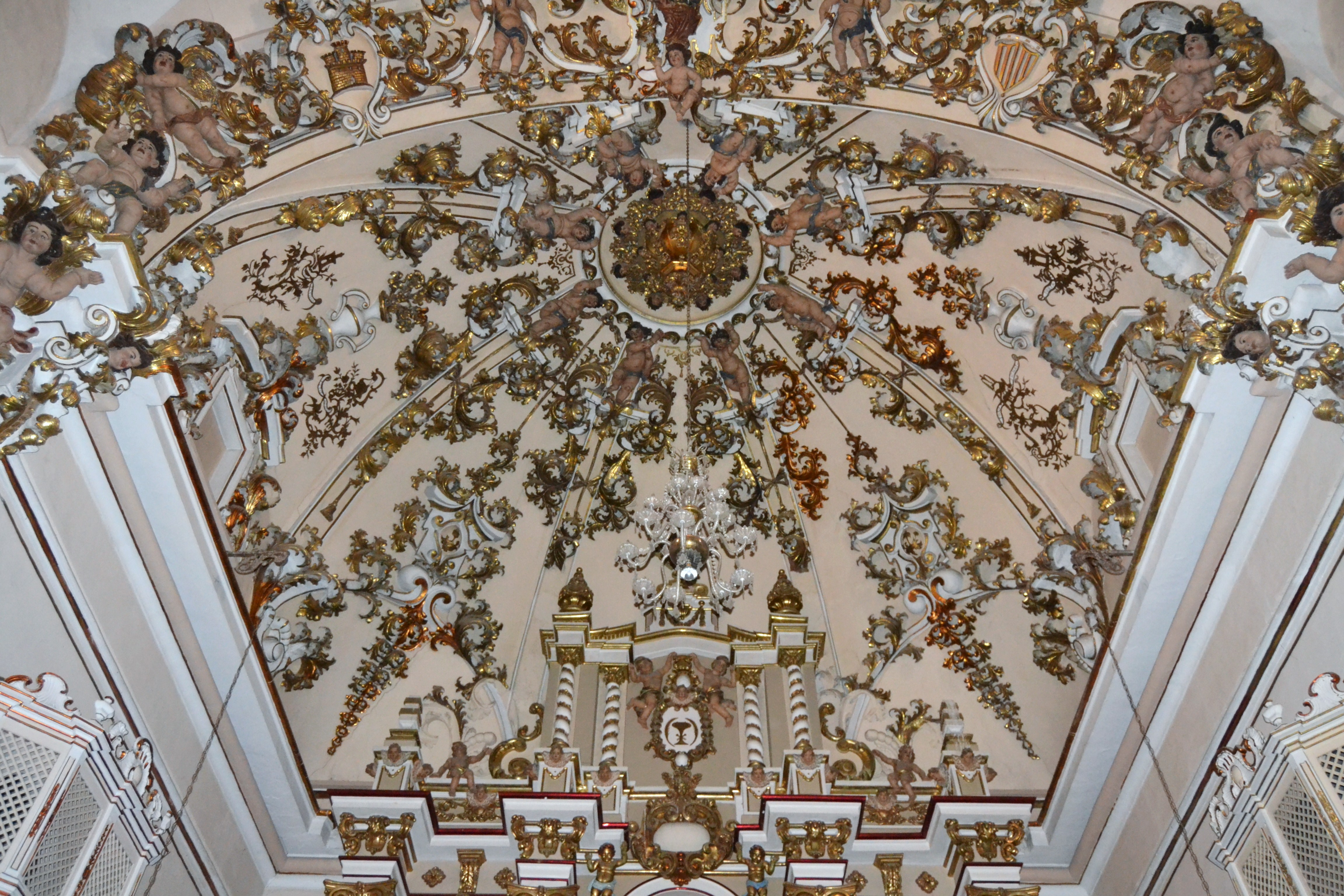
Volta barroca del presbiteri
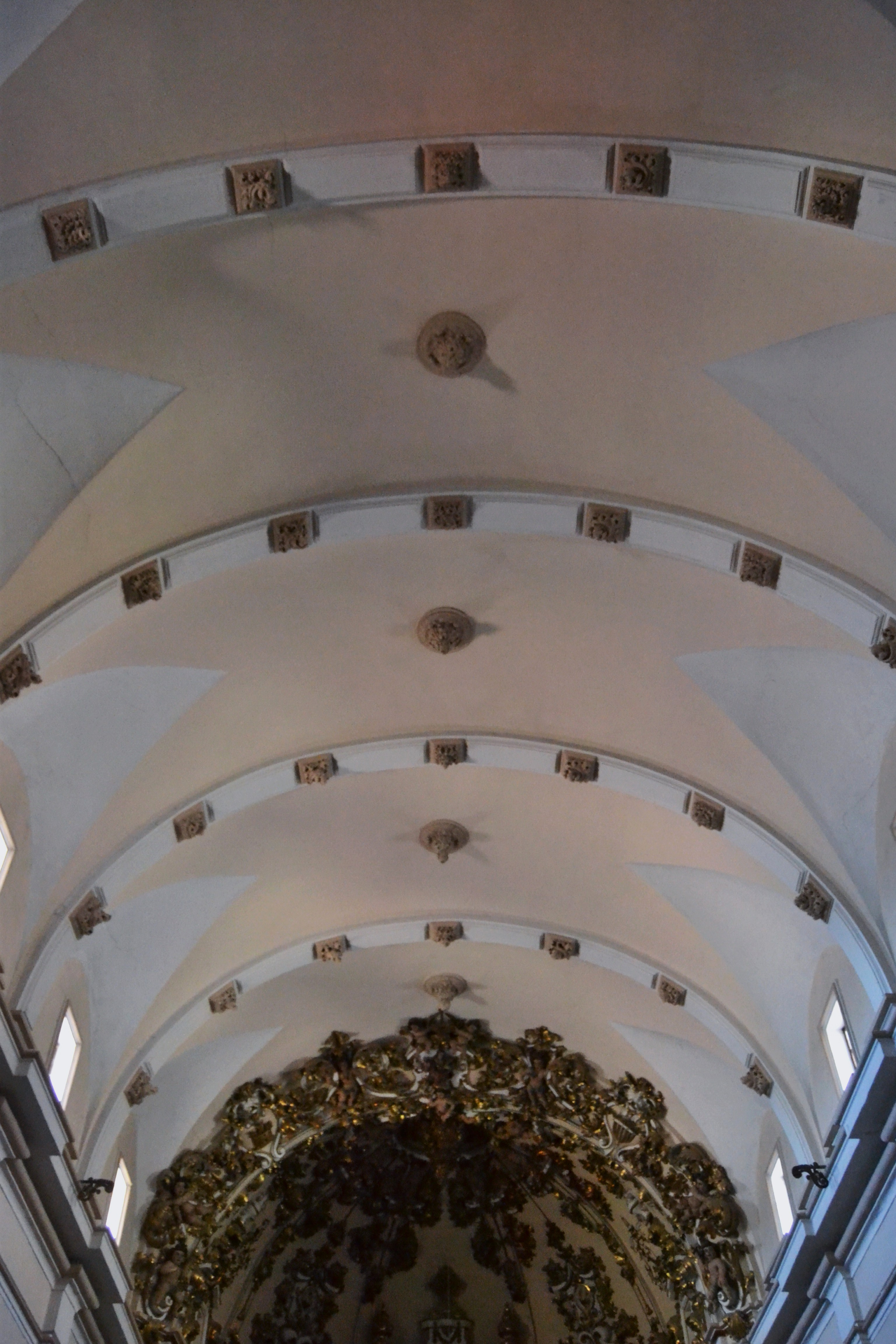
Voltes de l'església

La façana lateral, que dona al pati, es caracteritza per la presència de fortes contraforts i per l'existència en llenç retardat, dels buits per a la il·luminació del temple. Per la seva banda, l'altra nau lateral, la que dona a la Costa de Zalón, i formant part del traçat urbà, es distingeix una torrassa circular i part d'un altre, que constitueixen fragments del tercer llenç de muralles. Finalment tornar a indicar que la casa rectoral (afegida en la reconstrucció realitzada per la Direcció General de Regions Devastades, en 1942), es pot observar al costat dels estreps, adossada a l'església.